# تحليل عددي

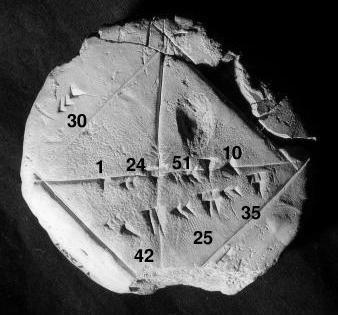

التحليل العددي هو دراسة الخوارزميات التي تستخدم التقريب العددي لمشاكل التحليل الرياضي (على خلاف الرياضيات المنفصلة). من الطبيعي أن يجد التحليل الرقمي تطبيقًا في جميع مجالات الهندسة والعلوم الفيزيائية، ولكن في القرن الحادي والعشرين أيضًا تبنت علوم الحياة والعلوم الاجتماعية والطب والأعمال التجارية وحتى الفنون عناصر من الحسابات العلمية. لقد أحدث نمو القوة الحاسوبية ثورة في استخدام النماذج الرياضية الواقعية في العلوم والهندسة، ويلزم إجراء تحليل عددي دقيق لتنفيذ هذه النماذج التفصيلية في العالم. على سبيل المثال، تظهر المعادلات التفاضلية العادية في الميكانيكا السماوية (التنبؤ بحركات الكواكب والنجوم والمجرات)؛ الجبر الخطي العددي مهم لتحليل البيانات. تعد المعادلات التفاضلية العشوائية وسلاسل ماركوف ضرورية في محاكاة الخلايا الحية للطب وعلم الأحياء.
قبل ظهور أجهزة الحاسوب الحديثة، كانت الأساليب العددية تعتمد في الغالب على صيغ الاستيفاء اليدوي المطبقة على البيانات من الجداول المطبوعة الكبيرة. منذ منتصف القرن العشرين، تحسب أجهزة الحاسوب الوظائف المطلوبة بدلاً من ذلك، ولكن لا يزال يتم استخدام العديد من الصيغ نفسها كجزء من خوارزميات البرنامج.
تعود وجهة النظر العددية إلى أقدم الكتابات الرياضية. تعد حساب جوانب المثلث من حيث الجذور المربعة مشكلة عملية أساسية، على سبيل المثال في علم الفلك والنجارة والبناء.
يستمر التحليل الرقمي في هذا التقليد الطويل: بدلاً من الإجابات الرمزية الدقيقة، والتي لا يمكن تطبيقها إلا على قياسات العالم الحقيقي من خلال الترجمة إلى أرقام، فهو يوفر حلولًا تقريبية ضمن حدود الخطأ المحددة.

## مقدمة عامة
العديد من المسائل في الرياضيات المتصلة (الاستمرارية) لا تمتلك حلا مغلق الشكل (أي بمعنى آخر لا توجد طريقة أو قاعدة تعطي الحل الدقيق أو الصحيح). من أمثلة ذلك إيجاد بعض التكاملات، وحل معادلة كثير الحدود العامة من الدرجة الخامسة فما فوق (مبرهنة أبيل-روفيني). في هذه الحالات يتبقى خياران: أولا محاولة إيجاد حل تقريبي باستخدام تحليل مزالفي (en) أو يمكن البحث عن حل عددي. عملية إيجاد الحل العددي هي مجال بحث التحليل العددي كنظرية التكافؤ للاكس.

### الطرق المباشرة والتكرارية
يمكن لبعض المسائل في التحليل العددي أن تحل بشكل دقيق عن طريق خوارزمية ما ويسمى هذا النوع من الخوارزميات «طرقا مباشرة»: مثالها الاختصار الغاوسي لحل جمل المعادلات الخطية وطريقة التبسيط (طريقة سيمبلكس) في البرمجة الخطية.
لكن بالمقابل، هناك الكثير من المسائل لا تحل بخوارزميات مباشرة، في هذه الحالة قد يكون من الممكن حلها باستخدام طرق تكرارية. مثل هذه الطريقة تبدأ بتخمين وإيجاد التقريب الأنجح الذي يقترب بفعالية من الحل المطلوب. حتى عندما تتواجد أحيانا خوازميات مباشرة فقد تفضل الطرق التكرارية أحيانا لأنها أكثر فعالية (قد تتطلب زمنا أقل وقدرة حسابية أقل إضافة لتقريب جيد للحل) أو قد تكون أكثر استقرارا.

### التقطيع
في حالات أخرى، المسائل التي تتصف بالاستمرارية قد تحتاج إلى استبدالها بمسائل رياضية متقطعة معروفة الحلول سلفا، هذه العملية تدعى «التقطيع» discretization. فمثلا، حل معادلة تفاضلية هو دالة رياضية، ينبغي تمثيلها بمقدار محدود من البيانات، مثلا عن طريق قيمة الدالة عند نقاط مختلفة من منطلق الدالة (مجال دالة)، مع أن النطاق هو عبارة عن مجال مستمر.

### تولد وانتشار الأخطاء
دراسة شكل الأخطاء يشكل جزءا مهما جدا من التحليل العددي. هناك عدة طرق يمكن من خلالها أن يدخل الخطأ إلى حل مسألة رياضية. فأخطاء التقريب تنشأ من استحالة تمثيل الأعداد الحقيقية بشكل دقيق في آلات محدودة الحالات (مثل جميع الحواسيب الرقمية المستخدمة). أخطاء البتر تحدث عندما يتم إنهاء طريقة تكرارية ويكون الحل التقريبي ما زال بعيدا عن الحل الدقيق للمسألة. أيضا عملية التقطيع تحدث أخطاء تقطيع غالبا لأن حلول المسائل المقطعة لا تتوافق في الغالب مع حلول المسائل الاستمرارية.
حالما يتم تولد خطأ ما، سيتم انتشار هذا الخطأ من خلال الحسابات المتتالية. وهذا يقود إلى مصطلح الثباتية العددية: تكون خوارزمية ثابتة عدديا إذا كان الخطأ لا يتضخم خلال الحسابات بعد ارتكابه مباشرة. طبعا هذا لا يكون ممكنا إلا إذا كانت المسألة جيدة الشروط، أي أن الحل يتغير بمقدار ضئيل إذا تغيرت معطيات المسألة بمقدار ضئيل. في الحالة المعاكسة وندعوها مسألة سيئة الشروط: يتم تضخم الخطأ في المعطيات بشكل كبير ضمن حسابات الحل.
بجميع الأحوال، يمكن أن تكون الخوارزمية التي تحل مسألة جيدة الشروط ثابتة عدديا أو غير ثابتة عدديا فالموضوع لا يتعلق فقط بطبيعة المسألة بل بطريقة حلها بالتالي تكون مهمة التحليل العددي أيضا إيجاد خوارزميات مستقرة لحل المسائل الرياضية الجيدة الشروط إضافة لإيجاد خوارزميات مستقرة لحل المسائل السيئة الشروط.